# Dessie Ellis

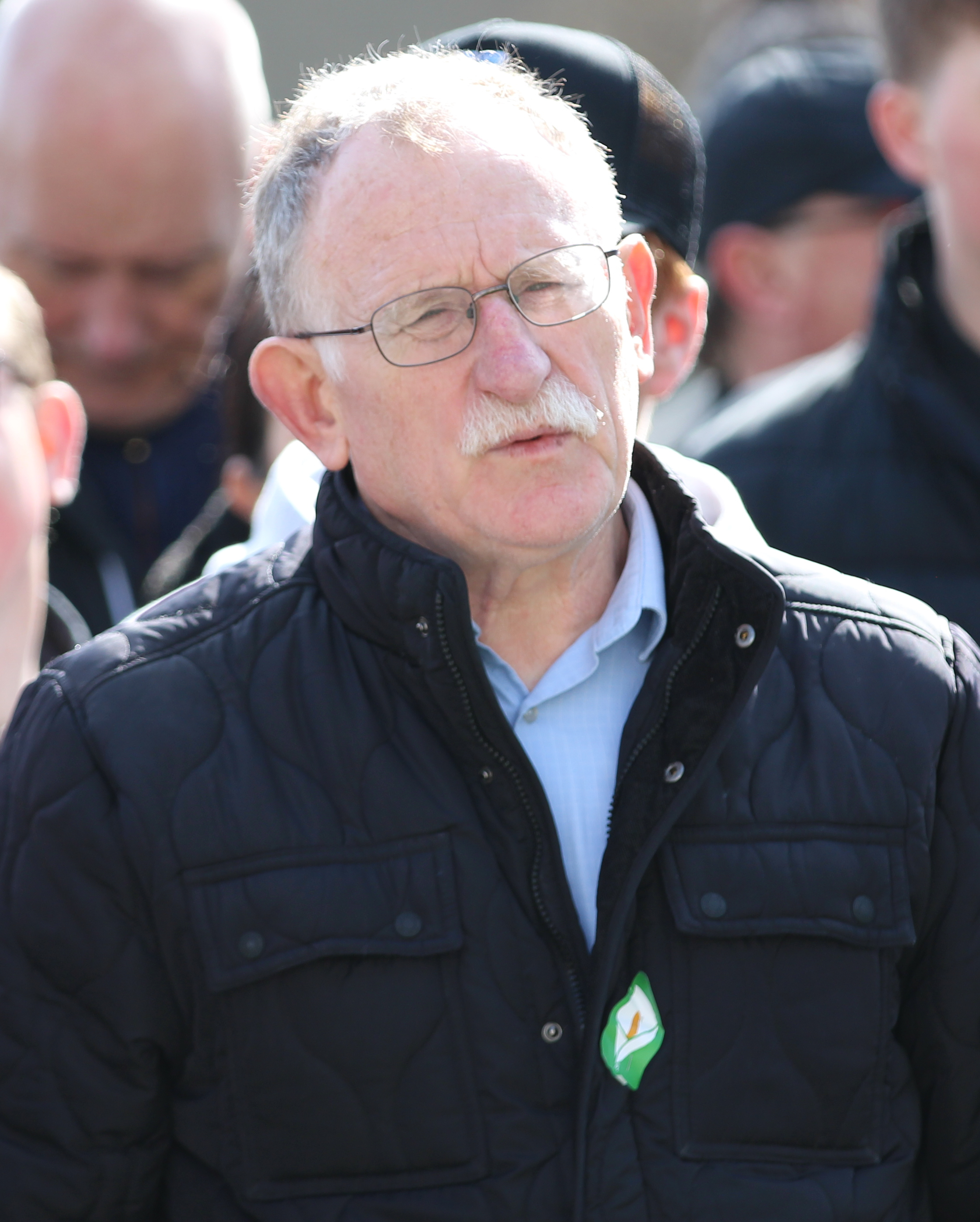
Dessie Ellis (2024)

Dessie John Ellis (* 23. September 1953 in Ballymun, Dublin) ist ein irischer Politiker der Sinn Féin, der seit Februar 2011 Abgeordneter im Dáil Éireann ist.

## Leben
Ellis wurde 1953 im Dubliner Stadtteil Ballymun geboren.
Nach der Schulzeit schloss er sich der Provisional Irish Republican Army an und war dort in den 1970er und 1980er Jahren aktiv. 1981 wurde er verhaftet. Er konnte nach Buffalo in die USA fliehen, wurde aber dort erneut verhaftet und nach Irland ausgeliefert.
1983 wurde er wegen des Besitzes von Sprengmaterialien zu einer Haftstrafe von 10 Jahren verurteilt. 1990 wurde er wegen der potenziellen Beteiligung am Bombenanschlag im Hyde Park und Regent’s Park und des Bombenanschlags auf Harrods an das Vereinigte Königreich ausgeliefert. Es fanden sich seine Fingerabdrücke auf den Sprengkörpern. 1991 wurde das Verfahren gegen Ellis eingestellt.
1999 wurde er dann erstmals in den Dublin City Council gewählt. Bei den Wahlen zum Dáil Éireann 2002 trat er als Kandidat der Sinn Féin im Wahlkreis Dublin North-West an. Er war nicht erfolgreich. Auch bei der Wahl 2007 konnte Ellis keinen Sitz erringen. Erst ab 2011 war er dann, wie auch bei den nachfolgenden Wahlen zum Dáil Éireann, erfolgreich. 2012 wurde vom Irish Independent behauptet, dass Ellis in 50 Tötungsdelikte involviert gewesen sei. Während die Sinn Féin dies bestritt, äußerte sich Ellis gar nicht.

## Privates
Ellis ist mit Anne Dunne verheiratet. Er selbst ist Karatelehrer.